# Roman Lob
Roman Lob (* 2. Juli 1990 in Köln) ist ein deutscher Popsänger. Er vertrat Deutschland beim Eurovision Song Contest 2012 in Baku, nachdem er die Casting-Show Unser Star für Baku gewonnen hatte, und belegte den achten Platz.

## Biografie
Lob wuchs zusammen mit einer Schwester in Rott, einem Ortsteil von Neustadt (Wied) auf. Nach dem Realschulabschluss machte er bis Januar 2011 eine Ausbildung zum Industriemechaniker bei einem Autozulieferer in Troisdorf, von dem er im Anschluss in Festanstellung übernommen wurde. Lob fährt in seiner Freizeit Snowboard und Downhill. Aufgrund seiner Verbundenheit zur Musik hat er sich eine farbige Abbildung eines Mikrofons auf die Brust tätowieren lassen.
Im Juni 2016 heiratete er seine langjährige Lebensgefährtin und wohnt heute in Niederbreitbach.

## Künstlerischer Werdegang
Lob sang im Chor seines Kindergartens. Von seinem Großvater, der in der Kirche Orgel spielte, erlernte er das Klavierspiel. Er versuchte sich an der Gitarre sowie am Bass. Seit seinem achten Lebensjahr macht Lob nach eigenen Angaben Musik. In der Musik-AG der Realschule Neustadt entdeckte er erneut den Gesang für sich. Mit 13 Jahren trat er erstmals mit einer Musik-AG in der Schule auf.
2005 gründete er mit zwei Freunden die Band Painful Poison, in der er Schlagzeug spielte. Er war Sänger der 2007 gegründeten Metalcore-Band Days of Despite und des Projekts Three of a Kind, das er mit zwei Mitgliedern seiner ersten Band 2009 gründete. Als Teilnehmer der vierten Staffel der Casting-Show Deutschland sucht den Superstar wurde er 2007 erstmals einem größeren Publikum bekannt. Dort schied er – unter die besten 20 Kandidaten gekommen – aufgrund einer Kehlkopfentzündung aus. Lob erhielt von Dieter Bohlen jedoch das Angebot, ein Freilos für die nachfolgende Staffel der Fernsehshow im Jahr 2008 nutzen zu können. Darauf verzichtete er zu Gunsten seiner zwischenzeitlich begonnenen Ausbildung zum Industriemechaniker. Mit der Alternative-Rock-Band Rooftop Kingdom hatte Lob als Sänger diverse Auftritte im Rheinland.
Lob hatte sich bereits 2008 zusammen mit Axel Fischer, mit dem er unter dem Namen G12 P – Germany 12 Points den Titel When the Boys Come aufnahm, erfolglos für die Teilnahme am Eurovision Song Contest 2008 beworben.
Im Herbst 2011 bewarb sich Lob für die von der ARD und ProSieben ausgerichtete Castingshow Unser Star für Baku, der deutschen Vorentscheidung zum Eurovision Song Contest 2012. Er wurde für einen engeren Kandidatenkreis ausgewählt und trat in der ersten Fernsehshow mit dem Song After Tonight von Justin Nozuka auf. Der Originalsong platzierte sich nach der Ausstrahlung wieder in den deutschen Charts.

### Eurovision Song Contest
| Show                                 | Lied                  | Originalinterpret      |
| ------------------------------------ | --------------------- | ---------------------- |
| 1. Ausscheidungsshow                 | After Tonight         | Justin Nozuka          |
| 3. Ausscheidungsshow                 | Easy                  | Commodores             |
| 4. Ausscheidungsshow                 | Drops of Jupiter      | Train                  |
| 5. Ausscheidungsshow                 | Drive                 | Incubus                |
| 6. Ausscheidungsshow (Viertelfinale) | You Give Me Something | James Morrison         |
| 6. Ausscheidungsshow (Viertelfinale) | Day by Day            | Rooftop Kingdom        |
| 7. Ausscheidungsshow (Halbfinale)    | Bad Day               | Daniel Powter          |
| 7. Ausscheidungsshow (Halbfinale)    | Use Somebody          | Kings of Leon          |
| 8. Ausscheidungsshow (Finale)        | Conflicted            | zuvor unveröffentlicht |
| 8. Ausscheidungsshow (Finale)        | Alone                 | zuvor unveröffentlicht |
| 8. Ausscheidungsshow (Finale)        | Standing Still        | zuvor unveröffentlicht |

Schon vor dem Finale hat Lob als Favorit gegolten und konnte sich schließlich gegen Yana Gercke und Ornella De Santis durchsetzen. Lob gewann im Februar 2012 mit dem von Jamie Cullum, Steve Robson und Wayne Hector komponierten Titel Standing Still. Damit qualifizierte er sich für die Teilnahme am Eurovision Song Contest 2012, der am 26. Mai 2012 in Baku stattfand. Er erhielt zudem einen Plattenvertrag bei Universal Music.
In den Online-Charts von iTunes und Amazon stieg der Titel Standing Still am Folgetag des Finales von Unser Star für Baku direkt auf dem ersten Platz ein. Standing Still erreichte Platz 3 der deutschen Charts und konnte sich in der Schweiz und in Österreich platzieren. Am 13. April veröffentlichte Lob sein erstes Studioalbum Changes. Als Vertreter eines der fünf größten EBU-Beitragszahler war Lob direkt für das Finale des Eurovision Song Contest 2012 qualifiziert. Er startete auf der Position 20 von 26 und erreichte mit 110 Punkten den achten Platz. Im Februar und März 2013 war er Jurymitglied in den Musikwettbewerben Unser Song für Malmö und Dein Song. Am 21. März 2013 wurde er in der Kategorie „Radio-Echo“ mit dem Musikpreis Echo ausgezeichnet. Von Oktober 2016 bis Juli 2018 verkörperte er als Gesangssolist in der Produktion The One Grand Show im Friedrichstadt-Palast in Berlin eine der Hauptfiguren der Revue.
Lob ist Frontsänger der seit Anfang 2014 bestehenden Kölschrock-Band StadtRand.

## Stil

### Musik und Gesang

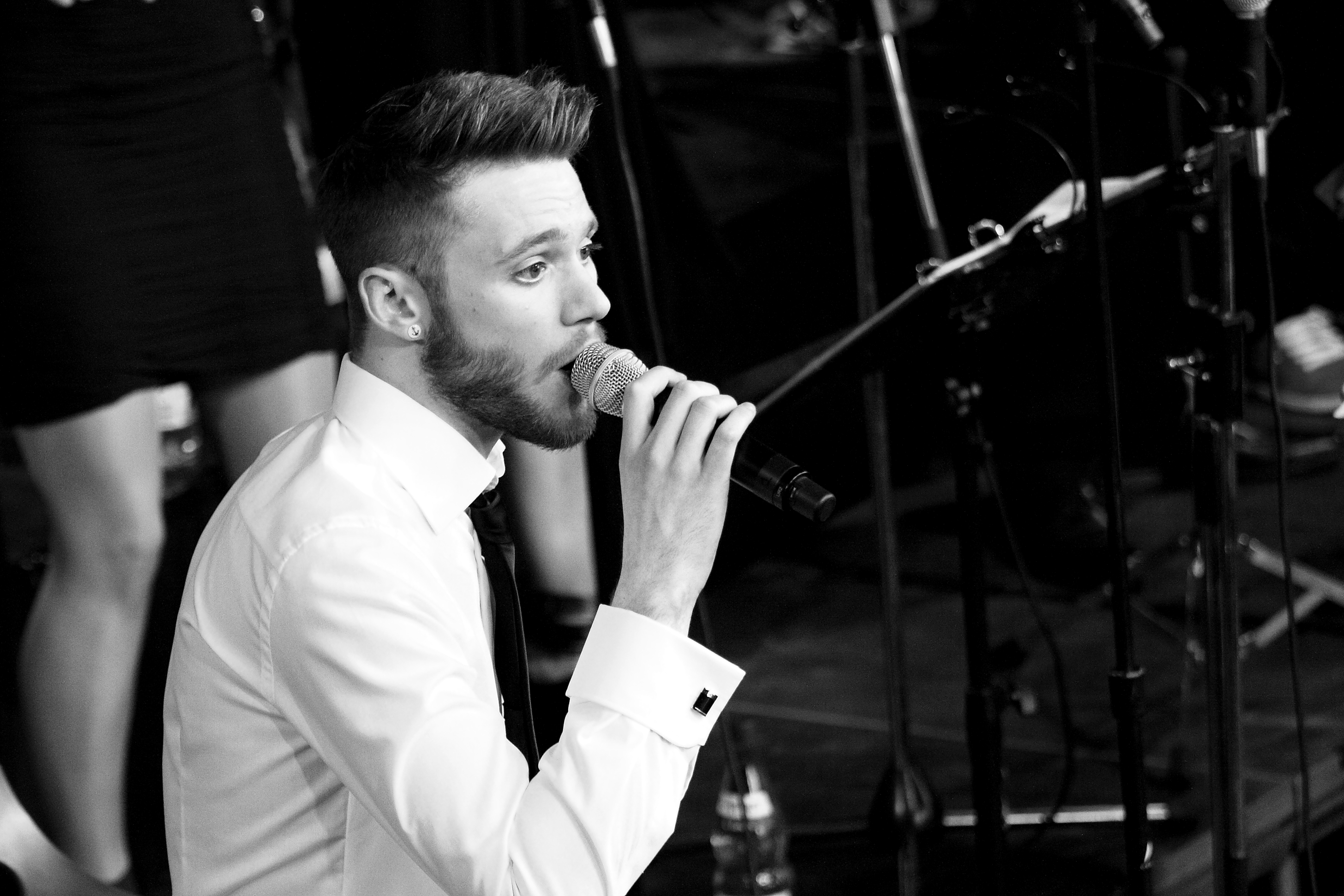
Roman Lob (2013)

Lobs Musik ist von Rockmusik beeinflusst. Jedoch entschied er sich, für sein Debütalbum auf Popmusik zu setzen, um kommerziell erfolgreicher zu sein. Er veröffentlicht seine Songs in englischer Sprache und hat Mitspracherecht bei der Auswahl der Lieder. Er ergänzt: „Wenn ich etwas nicht will, sage ich es einfach. Ich finde es wichtig, mir treu zu bleiben.“ Lob hat drei Lieder seines ersten Albums, Day by Day, First Time und Changes geschrieben. 2012 bezeichnete er Xavier Naidoo als sein größtes musikalisches Vorbild: „Xavier Naidoo hat einfach die Stimme Deutschlands.“ Außerdem nennt er die Band Paramore als weiteren Einfluss.

## Diskografie

### Studioalben
| Jahr | Titel   | Höchstplatzierung, Gesamtwochen, AuszeichnungChartplatzierungen (Jahr, Titel, Platzierungen, Wochen, Auszeichnungen, Anmerkungen) | Höchstplatzierung, Gesamtwochen, AuszeichnungChartplatzierungen (Jahr, Titel, Platzierungen, Wochen, Auszeichnungen, Anmerkungen) | Höchstplatzierung, Gesamtwochen, AuszeichnungChartplatzierungen (Jahr, Titel, Platzierungen, Wochen, Auszeichnungen, Anmerkungen) | Anmerkungen                          |
| Jahr | Titel   | DE | AT | CH | Anmerkungen                          |
| ---- | ------- | --- | --- | --- | ------------------------------------ |
| 2012 | Changes | DE9 (8 Wo.)DE | AT50 (1 Wo.)AT | CH81 (1 Wo.)CH | Erstveröffentlichung: 13. April 2012 |
| 2014 | Home    | — | — | — | Erstveröffentlichung: 25. Juli 2014  |

### Singles
| Jahr | Titel Album            | Höchstplatzierung, Gesamtwochen, AuszeichnungChartplatzierungen (Jahr, Titel, Album, Platzierungen, Wochen, Auszeichnungen, Anmerkungen) | Höchstplatzierung, Gesamtwochen, AuszeichnungChartplatzierungen (Jahr, Titel, Album, Platzierungen, Wochen, Auszeichnungen, Anmerkungen) | Höchstplatzierung, Gesamtwochen, AuszeichnungChartplatzierungen (Jahr, Titel, Album, Platzierungen, Wochen, Auszeichnungen, Anmerkungen) | Anmerkungen                                                |
| Jahr | Titel Album            | DE | AT | CH | Anmerkungen                                                |
| ---- | ---------------------- | --- | --- | --- | ---------------------------------------------------------- |
| 2012 | Standing Still Changes | DE3 Gold · (22 Wo.)DE | AT40 (3 Wo.)AT | CH51 (2 Wo.)CH | Erstveröffentlichung: 16. Februar 2012 Verkäufe: + 150.000 |
| 2012 | Alone Changes          | DE42 (1 Wo.)DE | — | — | Erstveröffentlichung: 16. Februar 2012                     |
| 2012 | Conflicted Changes     | DE51 (1 Wo.)DE | — | — | Erstveröffentlichung: 16. Februar 2012                     |

Weitere Singles
- 2012: Call Out the Sun
- 2014: All That Matters
- 2018: Orjenal (mit Stadtrand)

## Auszeichnungen
- 2013 Echo Pop in der Kategorie Radio-ECHO für Standing Still